# Castel Colonna
Castel Colonna is een gemeente in de Italiaanse provincie Ancona (regio Marche) en telt 1011 inwoners (31-12-2004). De oppervlakte bedraagt 13,3 km², de bevolkingsdichtheid is 76 inwoners per km².

## Demografie
Castel Colonna telt ongeveer 392 huishoudens. Het aantal inwoners steeg in de periode 1991-2001 met 1,2% volgens cijfers uit de tienjaarlijkse volkstellingen van ISTAT.
| Jaar | Inwoneraantal |
| ---- | ------------- |
| 1991 | 950           |
| 2001 | 961           |

## Geografie
Castel Colonna grenst aan de volgende gemeenten: Corinaldo, Mondolfo (PU), Monterado, Ripe.
Agugliano · Ancona · Arcevia · Barbara · Belvedere Ostrense · Camerano · Camerata Picena · Castel Colonna · Castelbellino · Castelfidardo · Castelleone di Suasa · Castelplanio · Cerreto d'Esi · Chiaravalle · Corinaldo · Cupramontana · Fabriano · Falconara Marittima · Filottrano · Genga · Jesi · Loreto · Maiolati Spontini · Mergo · Monsano · Monte Roberto · Monte San Vito · Montecarotto · Montemarciano · Monterado · Morro d'Alba · Numana · Offagna · Osimo · Ostra · Ostra Vetere · Poggio San Marcello · Polverigi · Ripe · Rosora · San Marcello · San Paolo di Jesi · Santa Maria Nuova · Sassoferrato · Senigallia · Serra San Quirico · Serra de' Conti · Sirolo · Staffolo